# Fritz Schenck
Friedrich Wilhelm Julius „Fritz“ Schenck (* 14. August 1862 in Siegen; † 22. März 1916 in Marburg) war ein deutscher Physiologe.

## Leben
Friedrich Wilhelm Julius, genannt „Fritz“, Schenck, wurde als viertes Kind des Arztes und Stadtverordneten in Siegen Martin Adolf Schenck (* 16. Oktober 1826 in Siegen; † 6. Mai 1918 ebenda) und dessen am 8. Juli 1856 in Siegen geheirateten Frau Ehefrau Johanna (geb. Dressler; * 4. November 1835 in Siegen; † 15. April 1923 in Weilburg) geboren. Er studierte in Bonn, München und Marburg. 1887 wurde er in Bonn mit der Dissertation Zur Kritik der Harnstoffbestimmung nach Plehn promoviert und war Assistent bei Eduard Pflüger am Physiologen Institut der Universität Bonn. 1889 habilitierte er sich als Privatdozent in Bonn. Ein Jahr später wechselte er zu Adolf Fick an die Würzburger Universität. 1899 wurde er in Würzburg zum außerordentlichen Professor ernannt. 1901 wechselte er an die Universität Marburg auf die ordentliche Professur für Physiologie. 1911/12 war er Rektor der Universität Marburg. Während des Ersten Weltkriegs war er Leiter eines Lazaretts in Belgien, er erhielt den Titel eines geheimen Medizinalrats und starb an den Folgen eines Kriegsleidens.

## Familie
Schenck hatte sich am 14. März 1890 in Dahlbruch bei Hilchenbach im Kreis Siegen mit Hedwig Tusnelde Charlotte Vogel (* 11. Juli 1867 in Ferndorf bei Hilchenbach), der Tochter des Militärarztes Dr. med. Reinhold Vogel (* 5. Juni 1833 in Feudingen bei Wittgenstein; †⚔ 3. Dezember 1870 in Villars bei Orleans/Frankreich) und dessen am 13. Juni 1865 in Dahlbruch bei Siegen geheirateten Frau Emma Klein (* 5. März 1843; † 9. April 1933), verheiratet. Aus der Ehe stammen Kinder. Von diesen kennt man:
1. Reinhold August Martin Schenck (* 9. Januar 1891 in Würzburg) Student Uni. Marburg und Uni. Darmstadt, Ingenieur in Frankfurt am Main, ⚭ 13. Juni 1923 in Darmstadt mit Luise Lellmann
2. Hellmut Karl Hermann Schenck (* 6. Januar 1892 in Würzburg) Student Uni. Marburg und Uni. Darmstadt, Kriegsfreiwilliger im Ersten Weltkrieg, 1925 Architekt in Siegen 1928 Dr. phil Marburg, 1931 Diplom-Ingenieur in Hannover, 1929 Lehrer an der Bauschule in Zerbst, ⚭ 28. März 1930 in Neukirchen an der Saar mit Ursula Spannagel (* 8. Mai 1909 in Differdingen), Tochter des Hüttendirektors in Neukirchen an der Saar Albrecht Spannagel (* 30. September 1876 in Laar bei Ruhrort) und dessen am 11. Juni 1906 in Düsseldorf geheirateten Frau Annie Klein (* 1. November 1884 in Benrath am Rhein)
3. Erika Maria Anna Schenck (* 26. März 1897 in Würzburg), Angestellte am Institut für kunstgewerbliche Buch- und Lederarbeiten in Mühlhofen bei Überlingen am Bodensee.

Seine Brüder waren die Botaniker Adolf Schenck und Heinrich Schenck sowie der Biochemiker Martin Schenck.

## Wirken
Hauptlehr- und Forschungsgebiet waren die Muskel- und Sinnesphysiologie. Schenck führte eine neue Methode zur Blutzuckerbestimmung ein.
Am 20. Juli 1908 wurde er unter der Matrikel-Nr. 3258 in der Fachsektion Physiologie als Mitglied in die Deutsche Akademie der Naturforscher Leopoldina aufgenommen.

## Schriften
- Physiologisches Praktikum. Enke, Stuttgart 1895 (Digitalisat)
- mit August Gürber: Leitfaden der Physiologie des Menschen, 1897 (mehrere Neuauflagen)
- Physiologische Charakteristik der Zelle. Stuber, Würzburg 1899 (Digitalisat)